# Teen-Pop

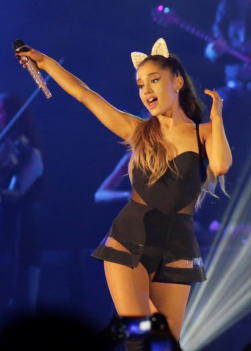
Ariana Grande als Vertreterin für die zweite Teen-Pop-Generation, 2015.

Teen-Pop (englisch Teen Pop), auch Teenybobber Music genannt, ist vor allem im englischsprachigen Raum ein musikalisches Subgenre der Popmusik, das sich vorwiegend an Teenager richtet. Auch die Musik von Girlgroups und Boygroups wird typisierend als Teen Pop bezeichnet.

## Eigenschaften

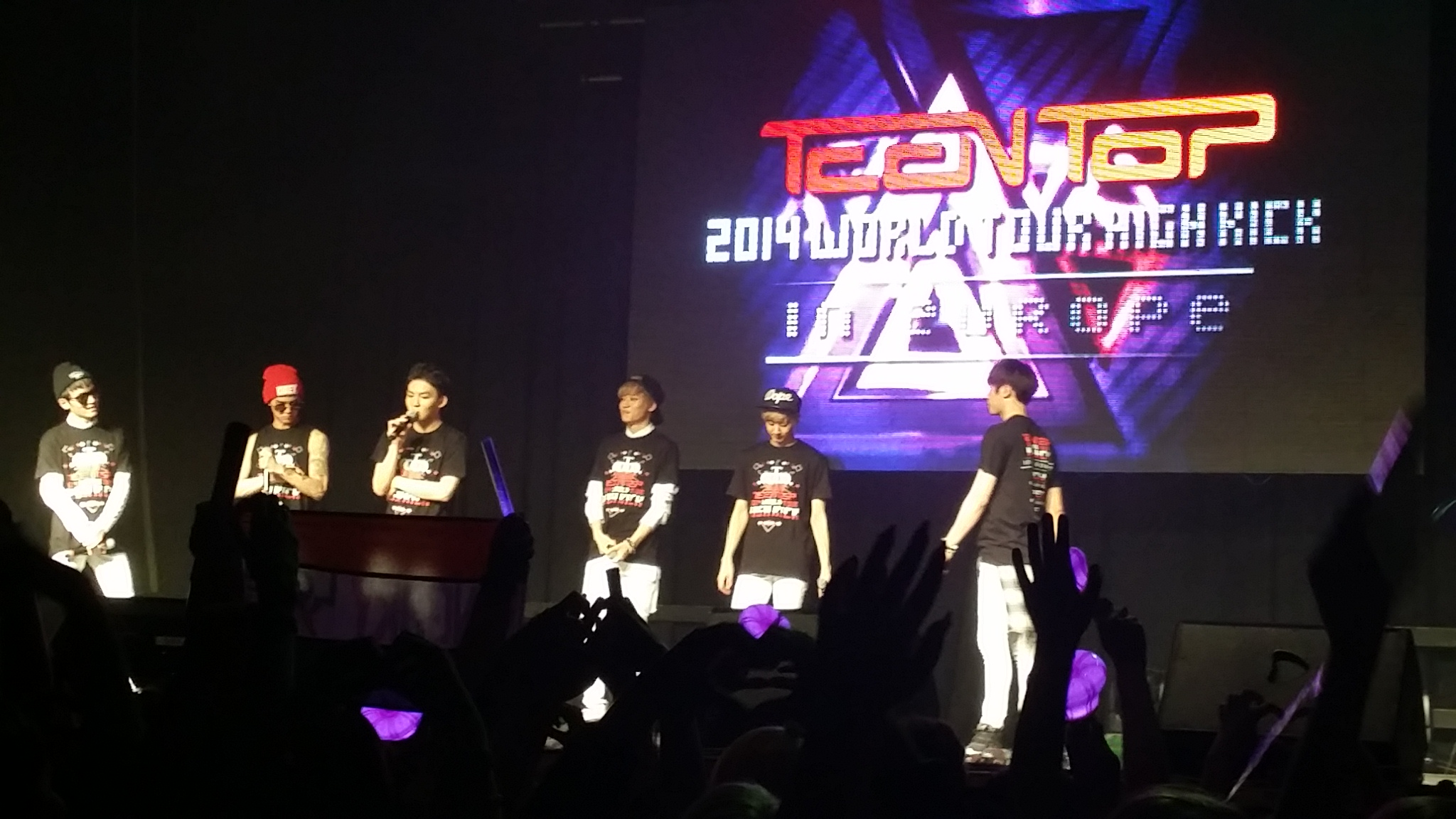
Teen-Pop-Konzert in Budapest, 2014

Ein wesentlicher Aspekt des Teen-Pop liegt in der Art und Weise, wie jugendliche Fans sich mit den Künstlern identifizieren oder diese idealisieren. Die Inszenierung spielt dabei eine zentrale Rolle: Die Stars verkörpern oft ein stilisiertes Bild von Jugend, Attraktivität und nahbarer Perfektion, das gezielt auf Sehnsüchte und Lebenswelten des jungen Publikums zugeschnitten ist. Dabei entsteht nicht nur ein Teen-Idol, sondern auch ein kulturelles Bezugssystem, das Themen wie Gruppenzugehörigkeit, Abgrenzung und persönliche Entwicklung berührt. Viele junge Rezipienten nutzen die Popkultur, um sich spielerisch mit gesellschaftlichen Erwartungen auseinanderzusetzen – auch mit Fragen von Selbstbild, Rollenverhalten und emotionaler Autonomie.
Die visuelle Präsentation ist ein prägender Bestandteil des Teen-Pop. Popmusiker dieses Genres werden häufig nicht nur über ihre musikalischen Werke, sondern auch über ihr äußeres Erscheinungsbild und ihre öffentliche Inszenierung positioniert. Dabei wird oft auf jugendliche Attraktivität und eine inszenierte Nahbarkeit gesetzt, die das Image eines Idols „von nebenan“ vermitteln kann. Solche Darstellungsweisen sollen emotionale Identifikation beim jungen Publikum begünstigen und eine stärkere Bindung zur Künstlerfigur aufbauen. Modetrends, auffällige Frisuren und einprägsame Tanzchoreografien zählen zu den zentralen Vermarktungsstrategien im Teen-Pop.
Die Soziologen Phillip Vannini von der Royal Roads University in Kanada und Scott M. Myers von der Montana State University in den USA stellten 2002 in ihrer Analyse zeitgenössischer Teenie-Popmusik heraus, dass entsprechende Songs insbesondere ein jugendliches Publikum ansprechen, das sich eher mit Fragen des Erwachsenwerdens und dem Wunsch nach Vergnügen auseinandersetzt als mit gesellschaftlichen Problemlagen. Laut ihrer Einschätzung steht im Zentrum der Rezeption weniger Reflexion als vielmehr Identifikation mit jugendlichen Lebensgefühlen.
Musikstile wie Teen-Pop sind eng mit der Jugendzeit vieler Hörer verknüpft und entfalten daher häufig eine besonders starke emotionale Wirkung. Psychologische Studien zeigen, dass Musik aus der Adoleszenz oft ein Leben lang in Erinnerung bleibt. Dieses Phänomen, auch als „Reminiscence Bump“ bezeichnet, beschreibt die Tendenz des Gedächtnisses, sich besonders gut an Eindrücke aus der Zeit zwischen dem zehnten und dreißigsten Lebensjahr zu erinnern. Teen-Pop begleitet oft prägende Erlebnisse wie die erste Liebe, Freundschaften oder den Eintritt ins Erwachsenenleben und wird daher rückblickend mit nostalgischen Gefühlen assoziiert. Die eingängige, emotional zugängliche Struktur vieler Teen-Pop-Songs trägt zusätzlich dazu bei, dass sie mit bestimmten Lebensphasen verknüpft bleiben. Die Sender Viva und MTV prägten in den 1990er Jahren die Entstehung von Teen-Pop, indem sie Musik und Mode verbreiteten und somit die Jugendkultur beeinflussten. Später spielten digitale Plattformen wie YouTube und Spotify eine zentrale Rolle bei der weltweiten Verbreitung von Teen-Pop sowie damit verbundenen Mode- und Lifestyletrends.

## Geschichte
Seine Anfänge hatte die jugendorientierte Popmusik laut dem Musikjournalisten und Autor Bill Lamb bereits am Ende der Swing-Ära in den 1940er Jahren, wobei Frank Sinatra als eines der ersten Teenidole gilt. In den 1960er Jahren etablierten sich weitere Teen-Pop-Künstler, darunter Paul Anka, Ricky Nelson und Frankie Avalon, die maßgeblich zur frühen Entwicklung des Genres beitrugen. Donny und Marie führten das Genre fort. Weitere erfolgreiche Vertreter der Richtung waren Olivia Newton-John, The Partridge Family, Shaun Cassidy und die Bee Gees vor ihrer Disco-Ära.
Ab 1980 erlebte die jugendorientierte Popmusik eine neue Welle, geprägt von Künstlern wie Michael Jackson, Madonna, Cyndi Lauper, Pat Benatar, Wham!, George Michael, Debbie Gibson, Tiffany, Samantha Fox, Kylie Minogue und New Kids on the Block, die mit ihren Veröffentlichungen zahlreiche Nummer-eins-Hits erzielten. Wichtige Impulse erhielt das Genre zudem von Produzententeams wie Stock Aitken Waterman, die gezielt auf die Produktion von Teen-Pop-Hits spezialisiert waren.

### 1990er Jahre

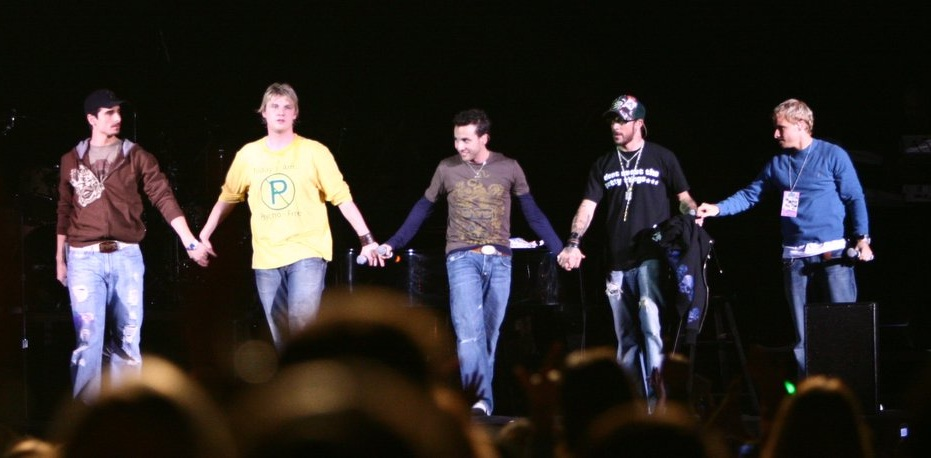
Die Backstreet Boys gehörten in den 1990er-Jahren zu den prägenden Vertretern des Teen-Pop.

Anfang der 1990er Jahre begannen sich neue Strömungen im Mainstream der Popmusik durchzusetzen. In Nordamerika wurden Genres wie Grunge und Gangster-Rap zunehmend populär und vermischten sich teils mit Elementen des Teen-Pop, dominierten aber ab etwa 1991 die Charts. Währenddessen gewann Teen-Pop im Vereinigten Königreich an neuer Popularität: Gruppen wie Take That etablierten sich als zentrale Vertreter des Genres, während Bands wie Oasis zu den prägenden Köpfen des Britpop zählten. Das Britpop-Genre selbst, das melodische und stilistische Einflüsse des Teen-Pop aufwies, wurde in den 1990er Jahren zum vorherrschenden Musikstil in Großbritannien. Zu den Vertretern des europäischen Teen-Pop der 1990er Jahre zählte auch die Boygroup Caught in the Act, die durch eingängige Popmusik, stilisierte Bühnenpräsenz und die gezielte Ansprache eines jugendlichen Publikums bekannt wurde. Eine weitere Boygroup jener Zeit war East 17, die ebenfalls mit tanzbarem Pop und jugendaffinem Image erfolgreich war. Im Vereinigten Königreich gilt Billie Piper als frühe Vertreterin des Teen-Pop. Es erweiterten auch Acts wie das britische Duo Shampoo das Spektrum des Teen-Pop.
Einen Wendepunkt markierte das Jahr 1996, als die britische Girlgroup Spice Girls mit ihrem Debütsong Wannabe einen internationalen Nummer-eins-Hit landete. Der Song trug maßgeblich zur weltweiten Popularisierung der sogenannten „Girl Power“-Bewegung bei und übte starken Einfluss auf die nachfolgende Teen-Pop-Generation aus. In diesem Umfeld erlebte das Genre eine Wiedergeburt, getragen von Künstlergruppen wie Hanson, Backstreet Boys, *NSYNC und All Saints, die den Teen-Pop erneut im Zentrum des internationalen Popgeschehens positionierten.
Seinen kommerziellen Höhepunkt erreichte Teen-Pop im Jahr 1999, als Künstlerinnen wie Britney Spears, Christina Aguilera, Jessica Simpson, Jennifer Lopez und Mandy Moore internationale Charterfolge feierten und weltweite Nummer-eins-Hits landeten. Christina Aguilera, ehemalige Teilnehmerin des „Mickey Mouse Club“, etablierte sich in diesem Jahr mit ihrer Debütsingle Genie in a Bottle als eigenständige Künstlerin. Das Lied erreichte Platz 1 der Billboard Hot 100 und wurde unter anderem durch seinen mehrdeutigen Text und Aguileras jugendliches Alter von 18 Jahren medial rezipiert. Bereits im Vorjahr hatte Britney Spears, ebenfalls aus dem „All New Mickey Mouse Club“ hervorgegangen, mit der Single Baby One More Time einen internationalen Erfolg erzielt. Die Veröffentlichung war von einem stark rezipierten Musikvideo begleitet, das Spears im Stil eines Schulmädchens inszenierte und einen prägenden Einfluss auf das visuelle Erscheinungsbild des Teen-Pop jener Zeit hatte. Parallel dazu traten auch Interpreten und Gruppen in Erscheinung, die oftmals als sogenannte One-Hit-Wonder klassifiziert wurden – darunter Willa Ford, Jamie-Lynn Sigler, Aaron Carter und Dream Street, die jeweils kurzfristige Erfolge innerhalb des Genres erzielten.

### Rückgang der Popularität
Laut Gayle Wald, von der George Washington University, die in ihren Arbeiten Popmusik sowie kulturelle Phänomene rund um Boybands untersuchte, war das nachlassende Interesse am Teen-Pop von Boygroups aus den späten 1990er Jahren auf mehrere Faktoren zurückzuführen:
- Werbeübersättigung: Ab den frühen 2000er Jahren war Teen-Pop in den Medien allgegenwärtig, was zu einer Übersättigung des Marktes führte. Diese Überpräsenz in den Medien sorgte dafür, dass die Zielgruppe ermüdet war und sich nach neuen, weniger kommerziellen Klängen sehnte.

- Wahrnehmung als künstlich: Ein Teil des Publikums empfand den Teen-Pop als stark kommerziell und künstlich produziert. Die Boybands wurden häufig als Produkte der Musikindustrie wahrgenommen, was das Vertrauen in die Authentizität des Genres beeinträchtigte und zu einer Entfremdung bei den Fans führte.

- Übergang der Fangemeinde: Mit dem Älterwerden der ursprünglichen Fangemeinde, die Teenager im späten 20. Jahrhundert prägte, veränderten sich auch die musikalischen Vorlieben. Die jüngeren Hörer wandten sich zunehmend anderen Musikrichtungen zu, die besser mit ihren sich verändernden Interessen und Identitäten übereinstimmten.

- Wachsende männliche Hörerschaft: Ein weiterer Faktor war die Entwicklung einer männlicheren Zielgruppe. Insbesondere junge Erwachsene begannen, die Musik der Boybands als „weiblich“ oder „unmännlich“ wahrzunehmen, was das Interesse an diesen Gruppen weiter zurückgehen ließ. Dies führte zu einem Wandel hin zu anderen Musikstilen, die als weniger geschlechtsspezifisch empfunden wurden.[19]

### Ab 2000

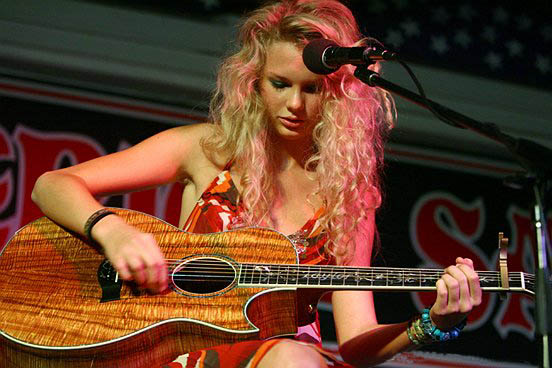
Taylor Swift zu Beginn ihrer Karriere: Mit einer Mischung aus Country- und Teen-Pop gelang ihr Mitte der 2000er-Jahre der Durchbruch.

Viele Musikgenres integrierten Teen-Pop-Elemente in ihre Werke, darunter Post-Grunge-Rock, mit Künstlern wie Nickelback, Puddle of Mudd, Three Days Grace, Creed und Seether, sowie Hip-Hop, in dem 50 Cent, Kanye West, Lil Wayne und Lil Jon Teen-Pop-Elemente einfließen ließen.
Ab etwa 2005 erlangten viele Künstler, darunter Hilary Duff, Lindsay Lohan, JoJo, Jesse McCartney, Rihanna, Mariah Carey, Beyoncé Knowles, Usher, Katy Perry, Gwen Stefani und Chris Brown, zunehmend an Popularität und verwendeten Teen-Pop-Musik, was auf eine erneute Relevanz der jugendorientierten Popmusik hinwies. In den frühen 2000er Jahren erreichten Atomic Kitten mit ihrem Teen-Pop-Sound und Hits wie Whole Again internationale Bekanntheit. Die Sängerinnen von t.A.T.u. landeten mit All the Things She Said einen internationalen Teen-Pop-Hit, der sich durch kontroverse Inszenierung vom Mainstream abhob. Die Sängerin Taylor Swift debütierte 2006 im Alter von 16 Jahren und etablierte sich rasch als Teen-Pop-Star. In den späten 2000er-Jahren prägten die Jonas Brothers den US-amerikanischen Teen-Pop mit. In Deutschland gehörten die No Angels Anfang der 2000er Jahre zu den kommerziell erfolgreichsten Vertreterinnen des Teen-Pop. Die Castingband Banaroo erreichte Mitte der 2000er Jahre Teen-Pop-Erfolge.

### Teen-Pop in Ostasien

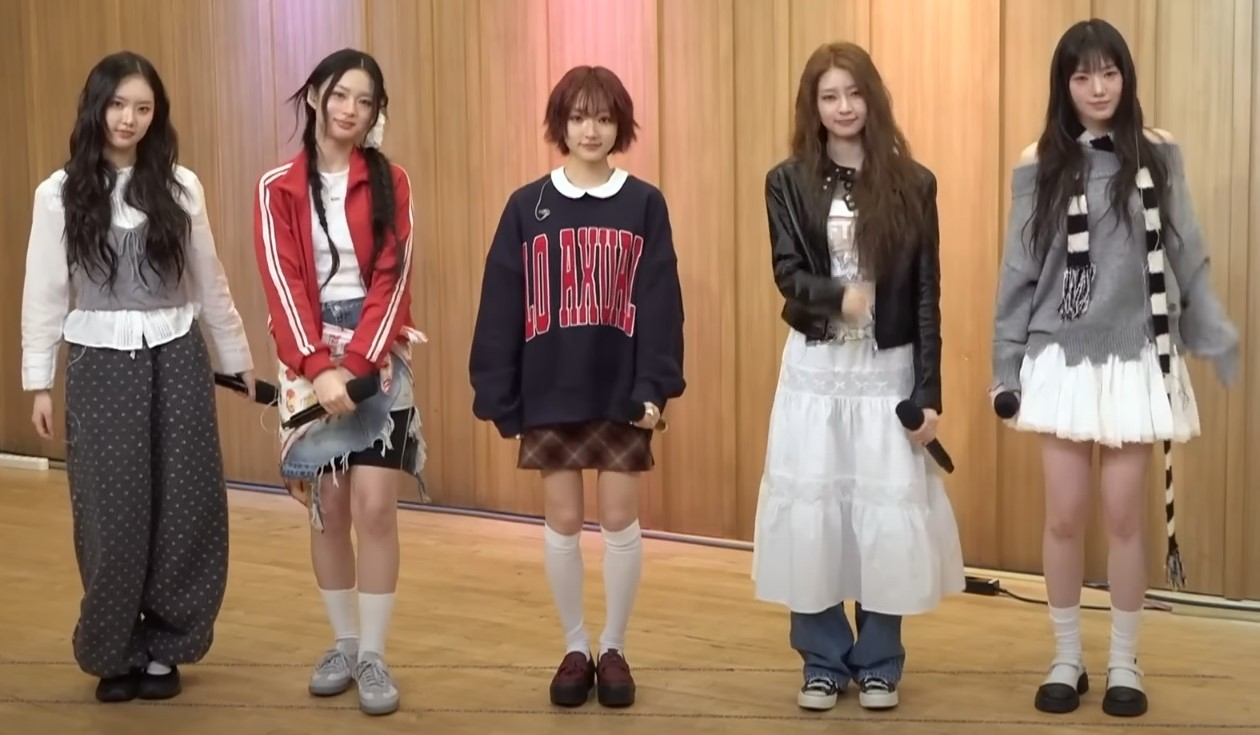
Mitglieder der südkoreanischen Girlgroup KiiiKiii, 2025

Ab den 2000er Jahren erlebte der Teen-Pop in Ostasien, insbesondere in Japan und Südkorea, einen bedeutenden Aufschwung. Zahlreiche Gruppen und Künstler aus der Region trugen zur Weiterentwicklung des Genres bei, indem sie Teen-Pop-Elemente mit lokalen Musikstilen kombinierten. In Japan erreichte die Idolgruppe AKB48 ab Mitte der 2000er Jahre große Popularität und integrierte Teen-Pop-Elemente in ihr musikalisches Repertoire. Mit ihrem Konzept wechselnder Mitgliederbesetzungen prägte AKB48 maßgeblich die japanische Popkultur. Zwischen 2013 und 2017 galt Momoiro Clover Z laut Umfragen als populärste weibliche Idolgruppe Japans.
Ab 2010 erlebte der K-Pop einen weltweiten Boom, insbesondere durch Gruppen wie BTS. BTS verband klassische Teen-Pop-Themen wie jugendliche Liebe und Identität mit den stilistischen Merkmalen des K-Pop und gewann damit eine globale Fangemeinde, insbesondere unter Jugendlichen. 2018 erschien die Gruppe auf dem internationalen Titelblatt des Time Magazine unter der Schlagzeile „Next Generation Leaders“. Eine weitere südkoreanische Boygroup, die dem Teen-Pop zugeordnet wird, ist Teen Top, die 2010 debütierte und besonders in ihrer Anfangszeit für jugendorientierte Konzepte bekannt war. Auch die Girlgroup Blackpink, obwohl primär im K-Pop verwurzelt, weist Elemente des Teen-Pop auf. Eine weitere Girlgroup mit entsprechenden Einflüssen ist Twice. Die südkoreanische Girlgroup KiiiKiii debütierte 2025 mit der EP Uncut Gem und kombinierte Teen-Pop-Melodien mit K-Pop-Produktionen.

### 2010er Jahre

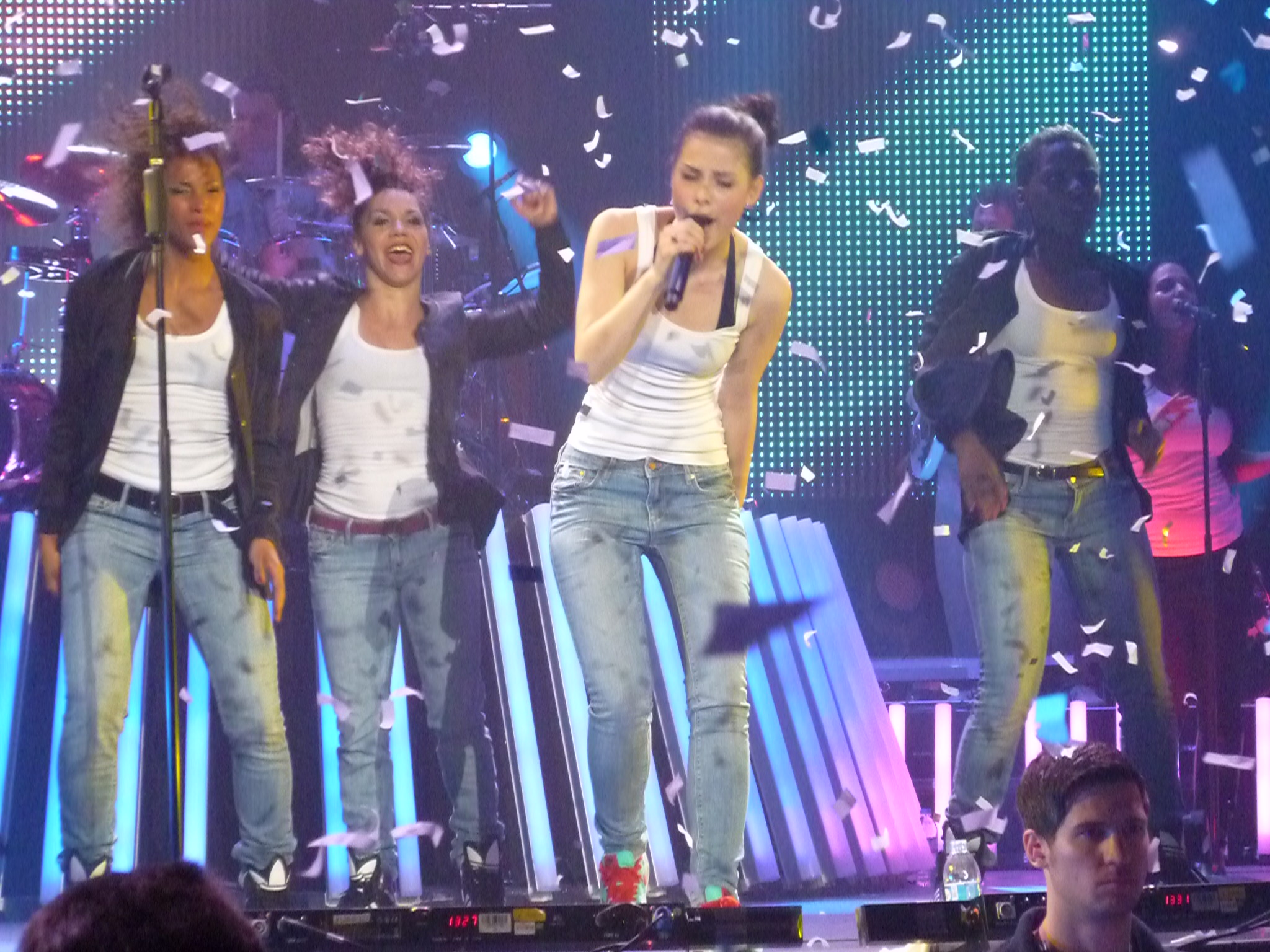
Lena Meyer-Landrut bei einem Auftritt im Jahr 2011, einem Höhepunkt ihrer Karriere als Teen-Pop-Künstlerin.

Ab 2010 trugen westliche Künstler wie der kanadische Sänger Justin Bieber zu einem erneuten Aufschwung des Teen-Pop bei. Bieber erreichte mit dem Album My World 2.0 (2010) internationale Charterfolge und wurde in den Medien vielfach als typisches Beispiel eines zeitgenössischen Teen-Idols eingeordnet. Selena Gomez wurde zur selben Zeit als Teen-Pop-Idol bekannt. Mit ihrer Band Selena Gomez & the Scene veröffentlichte sie Songs, die jugendliche Themen aufgriffen.
Eine weitere Vertreterin ist Sabrina Carpenter. Sie wurde durch Disney (u. a. Girl Meets World) bekannt – ein klassisches Sprungbrett für Teen-Pop. Dove Cameron ist eine weitere Teen-Pop-Künstlerin, die durch Disney-Rollen und ihre frühen Musikprojekte Bekanntheit erlangte. Die britisch-irische Boygroup One Direction, die 2010 in der Castingshow The X Factor gegründet wurde, entwickelte sich zu einer der kommerziell erfolgreichsten Boybands ihrer Zeit. Lena Meyer-Landrut wurde 2010 durch ihren Sieg beim Eurovision Song Contest bekannt und erreichte insbesondere ein jüngeres Publikum. Ihr Debütalbum My Cassette Player (2010) weist Merkmale des Teen-Pop auf. Auch die Sängerin Carly Rae Jepsen wird oft dem Teen-Pop zugerechnet, insbesondere aufgrund ihres Durchbruchshits Call Me Maybe (2011).

### 2020er Jahre
Zu Beginn der 2020er Jahre wurde Olivia Rodrigo als eine zentrale Vertreterin des modernen Teen-Pop bekannt. Ihre Musik behandelte häufig Themen wie jugendliche Identität, emotionale Unsicherheit und den Übergang ins Erwachsenenalter, die als charakteristische Merkmale des Genres gelten. Ein zentrales Merkmal von Rodrigos künstlerischem Stil besteht darin, Themen und Emotionen des Jugendalters so aufzubereiten, dass sie sowohl von einem jugendlichen als auch von einem erwachsenen Publikum nachvollzogen werden können.

### Teen-Pop im Wandel

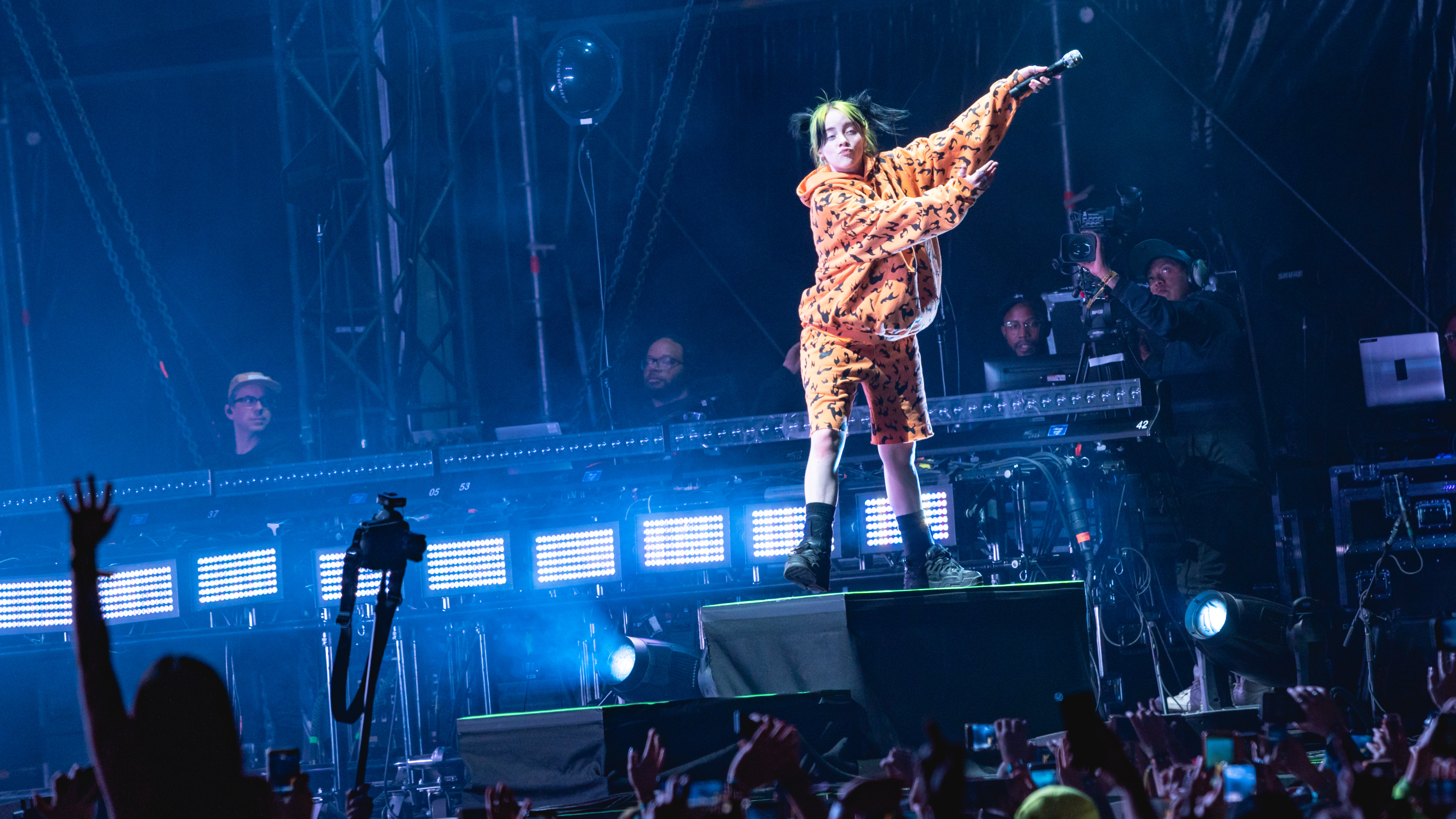
Billie Eilish stellt einen modernen Kontrast zum klassischen Teen-Pop dar.

Bereits ab den 2010er-Jahren begannen Teen-Pop-Künstler, zunehmend Einfluss auf die Gestaltung und Inhalte ihrer Musik zu nehmen, was bereits zu einer ersten Hinterfragung traditioneller, industriegeprägter Konventionen führte. Ab den 2020er-Jahren verstärkten Künstlerinnen wie Billie Eilish diese Tendenz, indem sie sich bewusst von gängigen Genre-Konventionen abgrenzten. Eilish etwa inszenierte sich mit einem düsteren, reduzierten Klangbild, übergroßer Kleidung und einer betont distanzierten Bühnenpräsenz als Gegenmodell zum etablierten Teen-Pop-Ideal. Obwohl sie zahlreiche Merkmale eines Popstars erfüllte – darunter Millionen von Streams und eine hohe Medienpräsenz – richtete sich ihre Ästhetik explizit gegen die typischen Erwartungen an jugendliche Weiblichkeit im Pop. Ihr Erfolg verdeutlicht die stilistische Öffnung des Genres und dessen zunehmende Vielfalt im digitalen Zeitalter.